# Deutsche Schwimmmeisterschaften 1911
Die 28. Deutschen Meisterschaften im Schwimmen fanden am 13. und 14. August 1911 im Seebad Mariendorf (ab 1920 zu Berlin) statt und wurden organisiert vom Berliner Schwimm-Verein von 1878. Es wurden Strecken von 100 m sowie 1500 m geschwommen und der Mehrkampf ausgetragen, welcher aus Tauchen, Springen und 100 m Schwimmen bestand. Zudem fanden Vorläufe (ohne Meisterschaft) im Tauchen, 100 m Rücken, 200 m Rücken, 100 m Brust, 400 m Brust, 300 m Seite, 3 × 100 m Brust und 3 × 200 m Freistil der Männer statt. Die Staffelsieger erhielten einen „Weltausstellungspreis“. 100 m Freistil sowie 100 m Brust der Frauen fanden ohne Meisterschaft, sondern als Vorläufer statt.
| Disziplin       | Name          | Verein              | Zeit        | Punkte |
| --------------- | ------------- | ------------------- | ----------- | ------ |
| 100 m Freistil  | Kurt Bretting | SC Hellas Magdeburg | 1:07,2 min  | –      |
| 1500 m Freistil | Otto Fahr     | SV Cannstatt        | 24:30,2 min | –      |
| Mehrkampf       | Hans Luber    | SV München 1899     | –           | 66,10  |